# Liptena jacksoni
Liptena jacksoni är en fjärilsart som beskrevs av Henry Stempffer 1954. Liptena jacksoni ingår i släktet Liptena och familjen juvelvingar. Inga underarter finns listade i Catalogue of Life.